# Placer (Surigao del Norte)
Placer  es un municipio filipino de cuarta categoría, situado en la parte nordeste de la isla de Mindanao. Forma parte de la provincia de Surigao del Norte situada en la Región Administrativa de Caraga, también denominada Región XIII. Para las elecciones está encuadrado en el Segundo Distrito Electoral.

## Geografía
Municipio situado 22 km al sureste de la ciudad de Surigao,  capital de la provincia. Ribereño del mar de Filipinas cerrando por el sur el Canal de Gutuán.
Su término se extiende por la isla de Mindanao incluyendo la parte sur de la isla de Masapelid, barrios de Ellaperal (Nonok), Sani-sani y Lakandula. También comprende las siguientes islas menores de Tinago (Suyoc), Banga (Lacandola), Nabugat(Lakandula) y  Mahaba (Ellaperal).
La parte de su término situado en la isla de Mindanao linda al norte con los municipios de Sison y de Taganaán; al sur con los de Mainit, Tubod y Bacuag; al este con la costa; y al oeste con el de Malimono.
La Población se sitúa en una llanura junto a la costa, rodeada por colinas y bañada por tres arroyos: Egdoy, Jagimit y Ceek donde se lava arenas argentíferas procedentes del depósito glacial.

### Barrios
El municipio de Placer se divide, a los efectos administrativos, en 20 barangayes o barrios, conforme a la siguiente relación:
| - Amoslog - Anislagan - Bad-as - Boyongan - Bugas-bugas | - Central (Población) - Ellaperal (Nonok) - Ipil (Población) - Lacandola (Lakandula) - Mabini | - Macalaya - Magsaysay (Población) - Magupange - Pananay-an - Panhutongan | - San Isidro - Sani-sani - Santa Cruz - Suyoc - Tagbongabong |

### Demografía
En el censo del año 2000 el municipio contaba con 21,542 almas alojadas en 4,237 viviendas.

### Comunicaciones
La provincia sirve como una ruta de transporte importante entre Bisayas y Mindanao, ya que transcurre por la misma la   Autopista Marhalika denominada oficialmente  Pan-Philippine Highway, una red viaria de 3.517 kilómetros (2.185 millas) de caminos, puentes y servicios de ferry que conectan las islas de Luzón, Samar, Leyte y Mindanao,  auténtica columna vertebral de transporte en las Islas Filipinas.
En el barrio de Bad-as nace la Carretera costera de Surigao a Dávao, de modo que la parte media continental de la provincia queda atravesada por las principales carreteras pavimentadas a Tandag y Butuan, por lo que la mayoría de los barrios disponen de una buena accesibilidad.

## Historia
Placer fue fundada el año 1850 por los capitanes de la Capitanía General de Filipinas Felipe Custodio y Luis Patiño.
Felipe Custodio llamó al lugar "PLACE", porque gracias a las minas la gente estaba feliz disfrutando no solo de los ricos recursos de oro, sino también de la abundancia tanto de pesca como de cosecha de arroz.
En 1860 fue oficializado el nombre PLACER convirtiéndose este lugar en una de las ciudades más antiguas de la provincia de ser municipio madre de Mainit en 1930 y de Taganaán en 1947. Municipio abuelo de Tubod y Alegría.
Su primer párroco católico fue el padre Ronaldo Sánchez, un sacerdote de la Orden de Agustinos Recoletos que llegó el año 1860. Su sucesor fue el  jesuita Antonio Franuto.
El actual territorio de Surigao del Norte fue parte de la provincia de Caraga durante la mayor parte del período español.
Así, a principios del siglo XX la isla de Mindanao se hallaba dividida en siete distritos o provincias.
El Distrito 3º de Surigao, llamado hasta 1858  provincia de Caraga, tenía por capital el pueblo de Surigao e incluía la  Comandancia de Butuan.
Uno de sus pueblos era Placer y Taganaán de 4.713 almas, con las visitas de Talavera y Timamana;

### Ocupación estadounidense
Durante la ocupación estadounidense de Filipinas  fue creada la provincia de Surigao. El gobierno civil quedó establecido el 15 de mayo de 1901 en su capital Surigao. Incluía la subprovincia de Butuan, antes comandancia político militar.
En 1904   la provincia de Surigao contaba con 14 municipios, uno de los cuales era Placer.
Cuando en 1911 fue creada la provincia de Agusán, Butuán se separa de Surigao para pasar a formar parte de la nueva provincia.
El 31 de diciembre de 1916,  durante la ocupación estadounidense de Filipinas,  una vez pacificado el archipiélago se  organiza territorialmente sobre la base de 36 provincias ordinarias, entre las cuales se encontraba la provincia de Surigao Placer era uno de sus 9 municipios.
Según el censo de 1918 esta provincia tenía una extensión superficial de 7.483 km², la poblaban 122.022 almas que habitaban en 14 municipios con 146 barrios, siendo Placer uno de sus 14 municipios.
En estos años se produce un auge de la minería del oro de modo que Placer atrajo a muchas personas de otros lugares.

### Independencia
El año 1956 los sitios de Santa Cruz, Anislagan, Alangalang, Soyoc, y Pananay-an fueron elevados a la categoría de barrio, mientras que el barrio de Macalaya fue dividido en dos: de Arriba, hoy Mabini, y de Abajo.